# Força de Aceleração
A Força de Aceleração é um conceito apresentado em diversas histórias em quadrinhos e series publicadas pela DC Comics, , principalmente em relação aos vários velocistas no Universo DC. A Força de Aceleração foi a energia extra-dimensional que, uma vez alimentados todos os Velocistas lhes foram dadas habilidades sobre-humanas. Ela não é como qualquer outra força fundamental. A sua origem é provavelmente a mesma que a da maioria das habilidades sobre-humanas encontradas no Universo DC, um subproduto da misteriosa omni-energia conhecida como A Fonte e A Godwave.
A capacidade de acessar a Força de Aceleração foi limitada a apenas alguns indivíduos no Universo DC e quando personagens da DC viajam para o Universo Marvel, eles são incapazes de acessar a Força de Aceleração.
A Força de Aceleração tem sido mais frequentemente descoberta ou acessada por acidente e todos os velocistas no universo DC podem acessá-la 
Barry Allen e Wally West adquiriram seus poderes a partir de um acidente em um laboratório (mais tarde chega a ser Barry viajando através do tempo para dar seus poderes para si mesmo) (Pré-Crise)
Barry Allen adquiriu a sua capacidade de acessar a Força de Aceleração geneticamente, mas teve de ser submetido a experimentação e para impedir a sua energia.
O Dr. Wells (Flash Reverso) foi capaz de, usando a tecnologia, recriar a capacidade de acessar a Força de Aceleração em um futuro distante.
Outros tiveram origens únicas, ou tecnologias especializadas, ou poderes que lhes deram acesso limitado à Força de Aceleração e os poderes nela encontrados.
O conceito da Força de Aceleração foi alterado, remixado, reapresentado e reescrito ao longo destes vinte anos que tem sido usado. Com o reboot "Novos 52", com os novos parâmetros de Força de Aceleração giram em torno de acessar e controlar o movimento e a evolução do universo, do tempo de movimento e de espaço próprio para a frente. Todas as referências são da Pré-Crise e Pós-Crise, e as continuidades da Zero Hora. O Multiverso Pós-Flashpoint não está incluído. O conceito da Força de Aceleração tem sido referido como "absurda" e "basicamente mágica" por Geoff Johns, que deseja para o conceito de ser escritas de continuidade inteiramente. A Força de Aceleração também é vagamente semelhante para A Força de Star Wars, sendo ambos, a misterioso, quase mitológica origem dos poderes de super-heróis e servindo como uma vida após a morte para eles. Isto é ainda referenciado em The Flash, quando o personagem de apoio Cisco Ramon citado na primeira temporada, "Que a Força de Aceleração Esteja Com Você".
A Força de Aceleração foi mencionado em 2014 na série de TV O Flash, isso marcou o live-action de estreia da Força de Aceleração.

## História
A Força de Aceleração é um campo de energia que garante a todos os velocistas o seu poder. Vários velocistas foram mescladas com ele, incluindo Barry Allen, Johnny Quick, Wally West, Jay Garrick, Jesse Quick e Max Mercúrio. Aqueles com acesso a Força de Aceleração pode se usar um grande número de habilidades, geralmente giram em torno de velocidade, incluindo: resistência sobre-humana, metabolismo acelerado, aumentar e acelerar percepções, cicatrização acelerada, desacelerar o envelhecimento, a aura da Força de Aceleração, a atividade do cérebro super carregada, geração elétrica, roubar força de vida, algum grau de força maior, criação de vórtice, roubar Velocidade, soco de massa infinita, e outros.
Cientistas do planeta Savoth tinha um profundo entendimento da Força de Aceleração e havia muitas universidades dedicadas ao seu estudo. Um desses cientistas, Gorflack, construiu um canhão de Força de Aceleração para defender seu planeta de uma força de invasores alienígenas. Em vez de realizar a sua finalidade, trouxe Jay Garrick, o primeiro Flash, para Savoth. Depois de Garrick ajudou a afastar os invasores, Gorflack deu-lhe uma peça em forma de relâmpago de Força de Aceleração solidificada que ele e os seus sucessores poderiam utilizar para o transporte para Savoth.
Enquanto lutava com Superboy-Prime, Wally, quase foi varrido para a Força de Aceleração. Querendo ver a sua família uma última vez, ele visitou a sua mulher, Linda e crianças gêmeas. No entanto, Linda estava segurando o fragmento da Força de Aceleração e toda a família foi varrido para Savoth. Bart Allen, ofereceu-se para absorver toda a Força de Aceleração, de modo que ele seria rápido o suficiente para parar Primeiro. Após esta crise tinha ser evitada, Bart descobriu que sua nova ligação com a Força de Aceleração ameaçou matá-lo. Ele se recusou a usar seus poderes pelo ano. Houve isso até que a Tina McGee e Valerie Perez dos Laboratórios S. T. A. R. foram capazes de modificar um traje do Flash para conter suas habilidades e ele foi capaz de retornar à ação como o quarto Flash.
Pouco tempo depois, o Inércia, que tinha perdido sua ligação com a Força de Aceleração quando Bart absorveu ela, foi forçado a usar a Velocidade 9 para manter sua super-velocidade. Inércia construiu uma máquina em Los Angeles , que foi projetado para transferir a Força de Aceleração de Bart para si mesmo. No entanto, a máquina também ameaçou causar uma explosão que teria resultado na morte de milhões de pessoas. Bart se sacrificou distraindo a Inércia e um grupo de Vilões , enquanto Valerie desligava a máquina .
A desativação da máquina causou uma perturbação na Força de Aceleração, que não só resultou em Wally West e sua família a ser transportado de volta para a Terra de sua estadia em Savoth, mas também restaurado poderes para todos os velocistas.
O único sobrevivente da invasão das forças alienígenas que haviam atacado Savoth décadas antes, foi enviado de volta para a sua dimensão em uma explosão da Força de Aceleração que resultou em uma rápida evolução de sua espécie. Seus descendentes alvo os Flashes com o fragmento solidificado da Força de Aceleração e invadiu Keystone City para vingar a sua derrota em Savoth. Wally destruiu o fragmento a enviá-los de volta.
Depois de uma força desconhecida enganar Barry e Pandora em 'redefinir' história a seguir Barry na desastrosa tentativa de salvar sua mãe de Eobard Thawne a Força de Aceleração muito parecido com o universo como um tinha mudado, tornando-se agora o único factor que impulsiona o universo frente ou para trás quando devidamente aproveitadas. o Wally foi preso na Força de Aceleração, mantendo a memória do seu passado, mas agora vestindo seu velho uniforme de Kid Flash. Ele tentou voltar para a Terra por aparecendo aos seus aliados, como a Força de Aceleração começou a puxá-lo para além, mas apesar de seus esforços para apelar para o Batman, Johnny Thunder ou Linda Park, nenhum deles o reconheceu, culminando em que ele aparecer para dizer adeus a Barry como ele sentiu-se começar a recolher para a última hora, mas Barry era capaz de puxá-lo de volta para o universo como ele, de repente, lembrou-se de sua história com Wally.

## Origem da Super-Velocidade
A Força de Aceleração é vagamente definida como uma força de energia extra-dimensional do qual a maioria, mas não todos, os heróis do universo da DC Comics com super-velocidade de obter sua habilidades aprimoradas. Por exemplo, os vários heróis chamado de Flash (Jay Garrick, Barry Allen, Wally West, e Bart Allen), Johnny Quick, Jesse Quick, XS, os Gêmeos Tornados, Max Mercúrio,íris west,eobard thawne,daniel west,hunter zolomon obteve todos os seus poderes de Força de Aceleração (Embora, Garrick só recentemente ganhou uma ligação com a Força de Aceleração, em vez de confiar nas habilidades que lhe foram concedidas por "gás pesado" que ele foi exposto que lhe concedeu o super-velocidade). A Força de Aceleração também é visto como um espaço físico para que velocistas podem viajar. Max Mercúrio viajou através do tempo, como resultado de seus esforços para entrar em Força de Aceleração e acabou por várias décadas no futuro, cada vez que ele fez uma tentativa. Bart Allen pode controlar a Força de Aceleração e poderia "conversar" com os espíritos na Força de Aceleração através da meditação. Quando velocistas morrem, eles se tornam um com a Força de Aceleração, como é uma vida após a morte para eles. O próprio espírito de Max Mercúrio está preso dentro seguindo a sua propriedade por O Rival.
A Força de Aceleração só existe no Multiverso DC; quando Wally viajou para o Universo Marvel em LJA/Vingadores, ele ficou sem poder no outro mundo, exigindo de Aço para criar uma 'bateria', que permitiu o Wally para absorver a energia da Força de Aceleração no Universo DC para dar-lhe uma suprimento que ele poderia usar no outro mundo.

## Habilidades concedidas por Força de Aceleração
A Força de Aceleração serve como a medida definitiva de velocidade no Universo DC. Ela introduziu vários "novos" poderes/implicações para o Flash e outras pessoas energizadas pela Força de Aceleração. Alguns já existiam durante a era de Prata, mas eram inexplicáveis ou racionalizado como controle molecular/vibracional e, mais tarde, chega em manifestações da Força de Aceleração.
- Soco de Massa Infinita – Introduzido no título do  Grant Morrison JLA. Flash (Wally West), correndo perto da velocidade da luz adquiriu a massa relativista de tal velocidade para dar golpes que iriam bater com a massa de  "uma estrela anã branca," permitindo-lhe derrubar inimigos poderosos como os Marcianos Brancos com um único soco. A própria durabilidade dos Flashes é regulada pela Força de Aceleração em tais casos. Portanto,isto significa que o Flash por causa da Força de Aceleração viajando à velocidade da luz, adquire uma massa relativista para transmitir os choques que podem atingir com uma massa semelhante a uma massa infinita e, em seguida, também danos infinitos.
- Emprestar/Roubar Velocidade – Possivelmente o poder mais versátil dele. Porque a Força de Aceleração dirige todo o movimento, Wally pode roubar dos objetos sua energia cinética, movimento, ou aceleração (exemplo, balas em voo ou transformando um super-vilão em estátua) e usar a energia para acelerar ele mesmo ainda mais rápido. Ele pode similarmente emprestar velocidade para objetos inanimados ou aliados, permitindo eles temporariamente viajar tão rápido quanto ele mesmo. O futuro de Bart Allen é mostrado que também tem essa habilidade nos Novos Titãs Titans Tomorrow story arc.
- Metabolizar Feridas – Acelerando seu fator de cura enquanto usa a Força de Aceleração para sustentá-lo, Wally pode se curar de uma lesão grave sem envelhecer prematuramente como a sua contraparte de outra realidade, Walter West. Relacionado com a habilidade acima, ele iria servir como o "médico da equipe," curando outros membros da equipe por acelerar seus fatores de cura (sem envelhecer prematuramente eles).
- Construções – Wally descobriu que se ele se concentrar, a Força de Aceleração pode ser usada para criar construções sólidas. A primeira vez que ele usou essa habilidade foi para criar uma armadura sólida permitindo a ele correr apesar de ter as pernas quebradas. Mais tarde exemplos incluindo selar as aberturas de seu traje contra a doença, criando bolsos para guardar coisas, etc. Na LJA, quando atirado por Prometheus, seu traje exibiu propriedades à prova de balas. Mais recentemente, isto foi usado para reparar o dano feito em vários trajes de velocistas, permitindo Wally de trocar seu uniforme; Jesse Quick para assumir o uniforme do pai dela, Johnny Quick; e a filha de Wally, Iris West II, para se tornar a nova Impulso.[11]
- Escudo – Exibido por Savitar, cujo domínio da Força de Aceleração permite-lhe refletir objetos para longe de si mesmo.
- Voar – Exibido por Johnny Quick e sua filha, Jesse Quick; os únicos velocistas conhecidos por apresentarem essa habilidade. Porém, todos os velocistas viajando mais rápido que a velocidade de escape exibi "voo invertido". A habilidade de voar também parece se manifestar em The Flash of the Kingdom Come story arc.
- Percepção Extrassensorial – Exibida por Max Mercúrio, cuja comunhão com a Força de Aceleração permite-lhe detectar o movimento de qualquer objeto no mundo, e especialmente de perceber outros velocistas. Wally West exibiu uma habilidade similar o qual permitiu-lhe perceber Linda através do tempo e do espaço devido à força do seu vínculo.
- Memória Eidética – Exibido por Bart Allen, que pode reter tudo que ele lê rápido (diferente de outros velocistas, que só retêm a informação temporariamente).
- Observadores da Velocidade – Exibido por Bart Allen, que pode criar duplicatas de Força de Aceleração de si mesmo isso, devido a natureza eterna da Força de Aceleração, que pode viajar para frente e para trás através do tempo. Eles também podem manipular objetos ou fundir a sua consciência com Bart, informar ele das suas ações. Porém, depois que um dos seus Observadores da Velocidade foi morto, Bart entrou em coma e não tem usado a habilidade desde então.
- Super Velocidade – Viajando em qualquer velocidade que eles acreditam que podem se mover.
- Excluir Equação Anti-Vida – Ainda não explicado, mas é visto em Crise Final #4 quando Barry Allen beijou sua esposa, que estava sob o controle da Anti-Vida, e a Força de Aceleração cercou ela e ela recuperou seu livre arbítrio.[12]
- Aumento Muscular – Exibido por Jai West, que tem o poder de acelerar o crescimento de seus músculos, temporariamente dando-lhe super força, mas levando-o a ficar esgotado depois de um curto período de tempo.
- Pré-Cognição – Exibido por Barry Allen que já foi capaz de tocar mentalmente a Força de Aceleração, assim tendo a sensação de pré-cognição, onde ele pode prever certos eventos.
- Intangibilidade/Controle Molécular Próprio – Exibido por Barry Allen, Bart Allen, e Iris West II. Seu controle total da energia cinética em um nível molecular permite-lhes igualar a frequência vibracional necessária para viajar facilmente para dentro e através de uma matéria sólida. Wally West tinha essa habilidade também, mas com menos controle, então a matéria sólida geralmente explode quando entra em contato com ele. Quando Bart Allen internalizou a Força de Aceleração em si mesmo, ele também mostrou dificuldade com essa habilidade, derretendo a matéria se não se concentrar o suficiente. O controle de Iris é tão fácil quanto o de Barry, mas ao contrário dele, é um tanto instável. Como uma habilidade ofensiva, ele pode ser utilizado para mexer com uma estrutura molecular até ao ponto de desintegração exata.[13]
- Invisibilidade – Exibido por Barry Allen,que pode tocar na força de aceleração e usá-la como uma ferramenta poderosa para ficar invisível. Isso acontece da mesma maneira que faz dele capaz de vibrar através de objetos sólidos, Barry Allen pode mover seu corpo rápido o suficiente para fazer com que os raios de luz atravessem seu corpo. Nos Novos 52, o próprio Barry afirmou que possui a capacidade de se tornar invisível, mas é por um tempo muito limitado.

Apesar de seu imenso poder, a Força de Aceleração não prova ser ativa quando Wally West foi confrontado pelo Irmão Grimm, um mago com o poder de perceber outras dimensões; bem como é capaz de encontrar o universo regular da sua dimensão de bolso, Grimm também pode sentir as energias da Força de Aceleração, com o resultado de que Wally deve restringir-se à velocidade normal quando luta contra Grimm, ou Grimm deve ser capaz de sentir os seus movimentos e conte-los.

## Novos 52
Como o Reboot da DCnU pegou os atributos da Força de Aceleração tinha sido alterado drasticamente, sendo agora mais do que apenas a fonte de todo o movimento, mas também uma forma de acelerar o progresso e desenvolvimento. A função principal é servir como a força motriz que impulsiona o mundo para a frente, e, muitas vezes, dar poderes para aqueles que melhor podem utilizá-lo presentes de avanço. Ao contrário de simplesmente sendo o movimento rápido, a força pode também ser usado como um meio para controlar o fluxo do mesmo, tais como empurrar o mundo para a frente ou para trás.
- Super-Velocidade – realizada, principalmente, por Barry Allen, Viajar a qualquer velocidade, um acredita que eles podem se mover.
- Manipulação de Eletricidade  – a Todos os usuários da Força de Aceleração geraram energia elétrica a partir de seu corpo. Este raio varia de cor, de amarelo, vermelho, azul e branco. Alguns usuários, tais como Barry Allen e Wally West tem sido mostrado projetando raios de suas mãos, como raios elétricos.
- Aumento Tecnológico - Utilizado por Albert Lim, acelerar a potencialidade de toda a tecnologia tátil próxima, também pode causar mau funcionamento ou curto-circuito.[14]
- Migração no Espaço-Tempo - Usado por Xolani/Homem Dobrável, permite-lhe compactar campos cronológicos em ordem para encurtar distâncias e transportar-se perto Instantaneamente para qualquer local desejado.[15]
- Manipulação de Vibração - Utilizada pelo Flash e Marissa Rennie, a utilização de uma série de efeitos, como de a utilizar para a atravesse através de objetos sólidos, enquanto movendo-se em super velocidade. Corre-se o perigo de causar objetos para explodir se vibrando na frequência errada, enquanto que outros podem usar tal aspecto para a sua vantagem a criação de ondas de choque com o que derrubar edifícios.[16]
- O Aumento de metabolismo - Usado por Floyd Gomez, acelera e refazer o ritmo metabólico do corpo, para melhorar o condicionamento físico, dando-lhes uma série de implantes cibernéticos.[17]
- Evolução Mental - Como a luz pode afetar uma série de usuários. Um grande número de indivíduos tocados pela Força de Aceleração tem a inteligência evoluiu e acelerado, a ponto de super gênio perspicácia e vários poderes psiônicos. Os Macacos da cidade dos Gorilas de são tal e evoluiu para a sociedade devido a isso, o élder símios de sua sociedade vai crescer em várias capacidades mentais com o tempo e a idade, tais como a telepatia e a clarividência, levado a sua evolutivo extremo; no caso de Gorila Grodd, Eles também podem alcançar a telecinese forte o suficiente para rasgar aviário dispositivos do céu.
- Chronokinesis - usado pelo Flash, Flash-Reverso e Professor Zoom, singular capacidade de ajuste personalizado do tempo, a fim de alterar o resultado dos eventos. Retardando a, revertê-lo acelerando-a e ao mesmo tempo a viajar.
- Manipulação da Idade - Um usuário pode controlar a sua idade de envelhecimento

## Estado e futuro
Durante os eventos de Crise Infinita, a maioria dos velocistas no Universo DC combinar seus poderes para empurrar Superboy-Prime para a Força de Aceleração. Auxiliado por Max Mercúrio, Barry Allen, e Johnny Quick a partir de dentro da Força de Aceleração, vários Flashes desapareceram na tentativa; e, de acordo com Jay Garrick, a própria Força de Aceleração se foi.
Bart Allen, vestido como o Flash, mais tarde, apareceu em Tokyo para avisar que os velocistas não possa exercer o Superboy-Prime, e corroborado Jay Garrick a alegação de que a Força de Aceleração não mais existia.
Um ano após o final de Crise Infinita, a Força de Aceleração ainda se acreditava estar em falta, e Jay Garrick era o único Flash, devido à sua metagene de compensação para a perda da Força de Aceleração. No entanto, ele logo foi revelado que a Força de Aceleração ainda existia. A Força de Aceleração agora era instável e Bart estava com medo que iria matá-lo. De acordo com os testes executados pelo S. T. A. R. Labs, a totalidade da Força de Aceleração estava agora dentro de Bart, que era agora a única pessoa que poderia usá-lo. Apesar disso, Owen Mercer, Bart e seu meio-irmão, ainda exibida ocasionais de acesso para a Força de Aceleração antes de e depois Bart morte, o que fez com que o seu corpo para gerar um "fundo bio-campo elétrico."
Quando Bart morreu, Wally West recuperado o manto como o Flash e livremente utilizado a Força de Aceleração. Wally retorno havia impedido Bart acessem a Força de Aceleração, inadvertidamente, causando sua morte. Com a Força de Aceleração lançado a partir de Bart, Jay Garrick novamente poderia ir além da velocidade do som (como ele estava limitado a antes), e Jesse Câmaras de velocidade devolvidos.
No Flash: Rebirth #4, Max Mercúrio revelou Barry Allen que a Força de Aceleração foi criada por Allen, ele próprio, quando ele tornou-se a Idade de Prata do Flash; acrescentando que, "Quando [Allen é executado, ele gera] a cinética de parede entre o presente e a barreira do tempo. É uma energia elétrica que existe em cada dimensão, de cada universo, e cada época. Ele toca cada parte da realidade. Ele contém o conhecimento de cada lugar e tempo. A Força de Aceleração é o todo-abrangente Flash Fato."
A Força de Aceleração que tinha sido visto no futuro, um número de vezes. Um futuro Flash, Blaine Allen, foi atingido por um dilema. Seu filho, Jace, foi infectado com um vírus, por um futuro Azul Cobalto. Ao contrário de muitos outros na família Alves, Jace não era dotado de super-velocidade, a Força de de Aceleração seus metabolismo não seria capaz de lidar com isso. Blaine removido de todas as velocidades de todas as moléculas de Petrus, efetivamente, o congelamento do planeta. Azul cobalto apontou que ela gostou da ideia. "Ninguém morre desse jeito, é verdade... mas ninguém vive." Ele pensou sobre isso e decidiu tomar Jace para a Força de Aceleração. Como ele correu de Jace para a Força de Aceleração, ele foi sugado em vez disso.

## Em outros meios de comunicação

### Televisão
Em The Flash, a Força de Aceleração é um elemento-chave nos eventos da segunda temporada. Em "O Fugitivo Dinossauro"", revelou ter trazido Barry para o seu reino para recuperar seus poderes, a Velocidade, a Força aparece diante dele em manifestações de Joe West, Iris West, e Barry pais. A temporada também apresenta o espectro de seres chamado de Tempo Espectros que são os aplicadores da Força Velocidade e aparece a captura de velocistas como Zoom , que insensivelmente quebrar as regras de tempo de viagem, sem premeditação.
A Força de Aceleração É Visitada Pelo Pesonagem Barry Allen No episódio "Entrando Na Força de Aceleração" Da Terceira Temporada da Série: Sentindo-se responsável por tudo o que está acontecendo e sabendo que Wally está sofrendo dentro da Força de Aceleração, Barry planeja salvá-lo. O time consegue encontrar meios para monitorar os sinais de vida de Barry e tirá-lo da Força de Aceleração, se necessário. Cisco vibra Barry na Força de Aceleração, onde ele encontra manifestações de amigos e inimigos que sacrificaram suas vidas anteriormente: Eddie Thawne, Ronnie Raymond, e Leonard Snart. Menos compreensivos do que antes, eles dão avisos para Barry para que ele entenda qual é o verdadeiro sacrifício e que ele é quem deve salvar Iris no futuro. Então, Barry é confrontado por seu ex-inimigo, Hunter Zolomon, e o derrota. Jay Garrick, que foi chamado por Cisco, se junta a Barry dentro da Força de Aceleração e se voluntaria a tomar o lugar de Wally para que Barry e Wally possam fugir.

## Mais uma descoberta sobre a Força de Aceleração
1. 1 2  Jimenez, Phil (29 de setembro de 2008). «The Flash». In:  Dougall, Alastair. The DC Comics Encyclopedia. New York: Dorling Kindersley. pp. 124–127. ISBN 978-0-7566-4119-1. OCLC 213309017
2. ↑  http://www.ew.com/article/2015/03/27/spoiler-room-thrones-shield-arrow-spoilers
3. ↑  Flash (Vol. 2) #233 (December 2007)
4. 1 2  Flash (Vol. 2) #236 (March 2008)
5. ↑  Flash: The Fastest Man Alive #6 (January 2007)
6. ↑  Flash: The Fastest Man Alive #13 (August 2007)
7. ↑  All-Flash #1 (June 1941)
8. ↑  The Flash Vol. 4 #8 (June 2012)
9. ↑  DC Universe Rebirth #1 (July 2016)
10. ↑  Waid, Mark (1 de setembro de 1995). The Flash: Terminal Velocity. [S.l.]: DC Comics. ISBN 978-1-56389-249-3
11. ↑  The Flash: Rebirth #5 (November 2009)
12. ↑  Final Crisis #4 (November 2008)
13. ↑  Impulse #89 (October 2002)
14. ↑  The Flash Vol. 4 #15 (2013)
15. ↑  The Flash Vol. 4 #18 (2013)
16. ↑  The Flash Vol. 4 #19 (2013)
17. ↑  The Flash Vol. 4 #23.1 Gorilla Grodd (2013)
18. ↑  Infinite Crisis #4 (February 2006)
19. ↑  Infinite Crisis #5 (April 2006)
20. ↑  Bilson, Danny; DeMeo, Paul (21 de março de 2007). The Flash, The Fastest Man Alive: Lightning in a Bottle. [S.l.]: DC Comics. ISBN 978-1-4012-1229-2
21. 1 2  Checkmate #15 (August 2007)
22. ↑  Outsiders: Five of a Kind – Nightwing/Captain Boomerang (October 2007)
23. ↑  Justice Society of America (vol. 3) #8 (October 2007)
24. ↑  Speed Force #1 (November 1997)

Hoje podemos falar que a força ela se emite do corpo humano através do medo, e comprometimento com as pessoas que você mais gosta assim a preocupação ajuda cada vez mais que sua adrenalina libere a VF.